# Penya-serrada
Penya-serrada és el nom d'un caseriu situat al terme municipal de Mutxamel, a l'Alacantí (País Valencià).
El lloc és d'interès per haver estat un municipi independent des de 1789 fins a l'1 de gener de 1846, data en la qual es va tornar a reincorporar al municipi de Mutxamel.
En 1789 es va atorgar la concessió de la jurisdicció alfonsina al marqués de Penya-serrada pel caseriu fundat a l'heretat La Gran que aquest posseïa a Mutxamel. Es tracta d'una població situada als voltants de la vila, a «tres-centes passes de distància es troba el xicotet poblet anomenat Penya-serrada, compost de 32 cases» (1827). El lloc va gaudir d'una curta independència municipal davant la disminució del seu veïnat —amb 23 cases a mitjan segle xix— i la proximitat a Mutxamel, que van contribuir a fer insostenible el seu ajuntament. En el cens de 1842 comptava tan sols amb 113 habitants i 26 llars, i quatre anys més tard es dissolia el municipi, que va incorporar-se a Mutxamel.
Aquest procés d'independència municipal és una mostra notable de la influència projectada pel patriciat d'extracció urbana sobre el poblament de l'Alacantí.